# الذكاء الاصطناعي في الهند
من المتوقع أن يصل سوق الذكاء الاصطناعي في الهند إلى 8 مليارات دولار بحلول عام 2025، وينمو بمعدل نمو سنوي مركب ‏ (CAGR) يزيد عن 40% من عام 2020 إلى عام 2025. يعد هذا النمو جزءًا من طفرة الذكاء الاصطناعي الأوسع نطاقًا، وهي فترة عالمية من التقدم التكنولوجي السريع حيث كانت الهند رائدة بدءًا من أوائل العقد الأول من القرن الحادي والعشرين مع روبوتات الدردشة القائمة على معالجة اللغة الطبيعية من هابتيك، كوروفر.أيه آي، نيكي.أيه آي ثم اكتسبت شهرة في أوائل عشرينيات القرن الحادي والعشرين بناءً على التعلم التعزيزي، والتي تميزت باختراقات مثل نماذج الذكاء الاصطناعي التوليدية من أوبن أيه آي وكروتريم وألفافولد من جوجل ديب مايند. وفي الهند، كان تطوير الذكاء الاصطناعي تحويليًا بنفس القدر، مع تطبيقات في الرعاية الصحية والتمويل والتعليم، مدعومة بمبادرات حكومية مثل الاستراتيجية الوطنية للذكاء الاصطناعي التي وضعتها لجنة نيتي أيوج ‏ في عام 2018. نشرت مؤسسات مثل المعهد الإحصائي الهندي والمعهد الهندي للعلوم أوراق بحثية وبراءات اختراع رائدة في مجال الذكاء الاصطناعي. اعتبارًا من أبريل 2025، بلغت استثمارات القطاع الخاص في الهند في الذكاء الاصطناعي 1.4 مليار دولار، وهو ما يضع الهند في المرتبة العاشرة عالميًا من حيث استثمارات القطاع الخاص في الذكاء الاصطناعي، وفقًا لتقرير الأمم المتحدة.
في الهند، تم استخدام الذكاء الاصطناعي في الأجهزة الطبية والتقارير الطبية والتنبؤ بنتائج الإعلان والتسويق، تصميم وتطوير المنتجات والرعاية الصحية والاختبارات المعرفية باستخدام الذكاء الاصطناعي التشخيصي. تستخدم العلامات التجارية الهندية الذكاء الاصطناعي التوليدي لتوليد أفكار المنتجات وتطوير المفاهيم المرئية وإنشاء المنشورات الاجتماعية.
في حين أن الذكاء الاصطناعي يقدم فرصًا كبيرة للنمو الاقتصادي والتنمية الاجتماعية في الهند، إلا أن التحديات مثل مخاوف خصوصية البيانات ونقص المهارات والاعتبارات الأخلاقية تحتاج إلى معالجة من أجل نشر الذكاء الاصطناعي المسؤول. أدى نمو الذكاء الاصطناعي في الهند أيضًا إلى زيادة عدد الهجمات الإلكترونية التي تستخدم الذكاء الاصطناعي لاستهداف المنظمات.

## التاريخ

### الأيام الأولى (الستينيات–الثمانينيات)
تم تصميم وتطوير تيفراك (آلة حاسبة أوتوماتيكية تابعة لمعهد تاتا للأبحاث الأساسية) من قبل فريق بقيادة رانجاسوامي ناراسيمهان ‏ بين عامي 1954 و1960. عمل على التعرف على الأنماط من عام 1961 إلى عام 1964 في مختبر الكمبيوتر الرقمي بجامعة إلينوي في أوربانا-شامبين. من أجل إجراء البحوث في تكنولوجيا قواعد البيانات، والشبكات الحاسوبية، والرسومات الحاسوبية، وبرامج الأنظمة، أسس هو و إم جي كي مينون ‏ المركز الوطني لتطوير البرمجيات وتقنيات الحوسبة. في عام 1965، أسس جمعية الكمبيوتر في الهند ‏ وأشرف على أعمال البحث الأولية في مجال الذكاء الاصطناعي في معهد تاتا للأبحاث الأساسية. أطلق جاغديش لال أول برنامج علوم الكمبيوتر في عام 1976 في كلية موتيلال نهرو الإقليمية للهندسة. انضم إتش كيه كيسافان ‏ من جامعة واترلو وفايديسواران راجارامان ‏ من جامعة ويسكونسن ماديسون إلى قسم الهندسة الكهربائية في المعهد الهندي للتكنولوجيا كانبور في عامي 196–1964 كأستاذ مساعد ورئيس قسم على التوالي. انضم إتش إن ماهابالا، الذي كان يعمل في قسم الكمبيوتر في شركة بنديكس ‏، إلى القسم في عام 1965. لقد عمل سابقًا مع مارفن مينسكي. كان مركز الكمبيوتر التابع للمعهد الهندي للتكنولوجيا في كانبور بقيادة إتش كيه كيسافان، وكان فايديسواران راجارامان نائباً له. سمح كيسافان بشكل غير رسمي لراجارامان وماهابالا بإدخال الذكاء الاصطناعي في فصول علوم الكمبيوتر. تمت الموافقة على برنامج علوم الكمبيوتر من قبل معهد كانبور للتكنولوجيا في عام 1971 وانفصل عن قسم الهندسة الكهربائية. في عام 1973، تم تركيب نظام آي بي إم/370 طراز 155 ‏ في معهد مدراس للتكنولوجيا الهندية ‏. قام جون مكارثي، رئيس مختبر الذكاء الاصطناعي بجامعة ستانفورد، بزيارة معهد كانبور للتكنولوجيا في عام 1971. تبرع بجهاز بي دي بي ‏ مع نظام تشغيل تقاسم الوقت. خلال سبعينيات القرن العشرين، أدى عجز ميزان المدفوعات في الهند إلى تقييد استيراد أجهزة الكمبيوتر. لقد لعب قسم علوم الكمبيوتر والأتمتة في المعهد الهندي للعلوم، الذي تأسس عام 1969، دورًا مهمًا في رعاية تطوير علوم البيانات والذكاء الاصطناعي في الهند. تم تقديم أول دورة تدريبية حول الذكاء الاصطناعي في سبعينيات القرن العشرين بواسطة ج. كريشنا. قدم بي إل ديكشاتولو ‏ أول دورة تدريبية حول التعرف على الأنماط في أوائل سبعينيات القرن العشرين.

### مرحلة التأسيس

#### الثمانينيات
في ثمانينيات القرن العشرين، كان مشروع التعرف الضوئي على الحروف التابع للمعهد الإحصائي الهندي أحد المحاولات الأولى التي قامت بها البلاد لدراسة الذكاء الاصطناعي والتعلم الآلي. استفادت تقنية التعرف الضوئي على الحروف بشكل كبير من عمل وحدة الرؤية الحاسوبية والتعرف على الأنماط التابعة لمعهد المعلوماتية الهندي، والتي يرأسها بيديوت باران شودري ‏. كما ساهم في تطوير الرؤية الحاسوبية ومعالجة الصور الرقمية. وكجزء من برنامج أبحاث أنظمة الكمبيوتر من الجيل الخامس في الهند، بدأت وزارة الإلكترونيات، بدعم من برنامج الأمم المتحدة الإنمائي، مشروع أنظمة الكمبيوتر القائمة على المعرفة في عام 1986، مما يمثل بداية أول برنامج بحثي رئيسي في مجال الذكاء الاصطناعي في الهند. طلب رئيس الوزراء راجيف غاندي من وزارة الإلكترونيات والمعهد الهندي للعلوم البدء في مشروع المعالجة المتوازية في عامي 1986 و1987. وفي نهاية المطاف انضم مركز تطوير الحوسبة المتقدمة ‏ إلى تلك الجهود. تم اختيار معهد مدراس للتكنولوجيا الهندية لتطوير تشخيص النظام، والمعهد الإحصائي الهندي لمعالجة الصور، والمركز الوطني لتكنولوجيا البرمجيات لمعالجة اللغة الطبيعية، ومؤسسة تاته للبحوث الأساسية لمعالجة الكلام.
في عام 1987، تمت الموافقة على اقتراح ن. سيشاجيري، المدير العام للمركز الوطني للمعلوماتية، ‏ لتطوير النموذج الأولي للحاسوب العملاق. كانت المفاوضات جارية بين إدارة ريغان وحكومة راجيف غاندي بشأن إنشاء حاسوب عملاق من نوع كراي. قام وزيرا الدفاع الأميركيان فرانك كارلوتشي وكاسبار واينبرغر بزيارة نيودلهي بعد موافقة الولايات المتحدة على عملية النقل في عام 1988. تم السماح ببيع حاسوب عملاق إكس إم بي-14 منخفض المواصفات بدلاً من حاسوب عملاق كراي إكس إم بي-24 بسبب المخاوف الأمنية. تم إنشاء مركز تطوير الحوسبة المتقدمة رسميًا في مارس 1988 من قبل وزارة الاتصالات وتكنولوجيا المعلومات (وزارة تكنولوجيا المعلومات سابقًا) داخل إدارة تكنولوجيا المعلومات (إدارة الإلكترونيات سابقًا) استجابة لتوصية قدمتها اللجنة الاستشارية العلمية إلى رئيس الوزراء. كانت المبادرة الوطنية في الحوسبة الفائقة، والتي أنتجت سلسلة بي إيه آر إيه إم ‏، بقيادة فيجاي ب. بهاتكار. على مدى السنوات العشر الأولى، كانت الحوسبة الفائقة والحوسبة باللغة الهندية هما المجالين الرئيسيين اللذين تم التركيز عليهما. قامت شركة سي-دي إيه سي بتوسيع عملياتها لتلبية الاحتياجات في عدد من المجالات، بما في ذلك برامج الشبكات والإنترنت، وأنظمة الوقت الحقيقي، والذكاء الاصطناعي، ومعالجة اللغة الطبيعية.
تحت إشراف البروفيسور كيه في راماكريشناماتشاريولو من الجامعة الوطنية السنسكريتية ‏ والبروفيسور راجيف سانجال من المعهد الدولي لتكنولوجيا المعلومات في حيدر أباد ‏، تم إنشاء مجموعة أكشار بهاراتي للأبحاث في عام 1984 بدعم من معهد كانبور للتكنولوجيا وجامعة حيدر أباد للمعالجة الحاسوبية للغات الهندية. ركزوا على اللغويات الحاسوبية، ومعالجة اللغة الطبيعية مع أنظمة قواعد البيانات الأنطولوجية، ونظريات اللغة/الترجمة الهندية مع التقاليد اللغوية.

#### التسعينات
من معهد كانبور للتكنولوجيا الهندي، انضم موهان تامبي إلى سي-دي إيه سي في التسعينيات للعمل في مجال تقنية النصوص الرسومية والذكاءية (GIST)، والتي تناولت تحدي تكييف برامج الكمبيوتر الشخصية القائمة على النص اللاتيني إلى ديفاناجيري وعدد من النصوص باللغة الهندية الأخرى. كان يعمل سابقًا في مشروع الترجمة الآلية للغات الهندية. في سي-دي إيه سي، أسس مجموعة تقنية النصوص الرسومية والذكاءية. تم توسيع التكنولوجيا لتشمل معالجة اللغة الطبيعية، والتعلم الآلي القائم على الذكاء الاصطناعي والترجمة، وحلول الحوسبة المتعددة اللغات والوسائط المتعددة، والمزيد. أدى مشروع تقنية النصوص الرسومية والذكاءية إلى إنشاء جي-كلاس (مجموعة مكونات إضافية للبحث عبر اللغات من مشروع تقنية النصوص الرسومية والذكاءية)، وهو محرك بحث عبر اللغات. لقد طورت مجموعة الذكاء الاصطناعي التطبيقي في سي-دي إيه سي بعض التطبيقات الأساسية والجديدة في مجال معالجة اللغة الطبيعية، بما في ذلك الترجمة الآلية، واستخراج المعلومات/استرجاعها، والتلخيص التلقائي، والتعرف على الكلام، وتوليف النص إلى كلام، والتدريس الذكي للغة، وإدارة المستندات القائمة على اللغة الطبيعية مع أنظمة دعم القرار. وتعتبر هذه التطبيقات نتيجة للأساس الذي تم وضعه من خلال أنشطة تكنولوجيا اللغة السابقة. بدأت شركات البرمجيات في القطاع الخاص الهندي في البحث في تطبيقات الذكاء الاصطناعي، وخاصة في مجال أتمتة العمليات التجارية.
من أجل السماح للآلات بقراءة وفهم وتفسير اللغات البشرية، تم تأسيس مركز أبحاث تكنولوجيا اللغة في أكتوبر 1999 في المعهد الدولي لتكنولوجيا المعلومات في حيدر أباد ‏. ركزت على التطورات في التحليل الدلالي، واستخراج المعلومات، وتوليد اللغة الطبيعية، وتحليل المشاعر، وأنظمة الحوار.
كانت بعض أبحاث الذكاء الاصطناعي المبكرة في الهند مدفوعة باحتياجات المجتمع. على سبيل المثال؛
- ساعد برنامج إيكلافيا، وهو برنامج قائم على المعرفة أنشأته معهد ماداس للتكنولوجيا  [لغات أخرى]‏، العاملين في مجال الصحة المجتمعية على التعامل مع أعراض أمراض الأطفال الصغار من خلال توليد سجلات حالات منتظمة، وتقديم نصائح علاجية أساسية، أو الإشارة إلى متى تكون الإحالة ضرورية.
- أنشأ المركز الوطني لتكنولوجيا البرمجيات (NCST) نظام تعليم اللغة فيديا، الذي يعزز الجودة التعليمية من خلال استخدام معالجة الكلام والرؤية، والتعلم الآلي، ومعالجة اللغة الطبيعية.
- أنشأت شركة سي-دي إيه سي نظام الخبراء في جدولة الرحلات الجوية ساراني.
- قام معهد TIFR ومعهد أبحاث هندسة الإلكترونيات المركزية  [لغات أخرى]‏ بإنشاء نظام تركيب كلامي يعتمد على الشكل للسكك الحديدية الهندية.
- قام المعهد الهندي للعلوم ومؤسسة أبحاث الفضاء الهندية ببناء منشأة لمعالجة الصور تستخدم الذكاء الاصطناعي والرؤية الحاسوبية.

### مرحلة النمو والتسارع
حوالي عام 2003، تم إنشاء مجموعات بحثية متخصصة في تكنولوجيا اللغة، ورؤية الكمبيوتر، وعلوم البيانات في المعهد الدولي لتكنولوجيا المعلومات في حيدر أباد ‏. مع التركيز على الأبحاث التطبيقية والانتقالية، يضم المعهد أكبر مجموعة من الباحثين في مجال الذكاء الاصطناعي والتعلم الآلي في الهند اعتبارًا من عام 2023. كما يعملون أيضًا على تقنية البلوكشين والحوسبة الكمومية. بالتعاون مع شركة إنتل، قاموا بإنشاء مجموعة بيانات القيادة الهندية، والتي تحتوي على أكبر كمية من بيانات الطرق لمواقف القيادة غير المنظمة في جميع أنحاء العالم.
أنشأت حكومة كارناتاكا مركز التميز للذكاء الاصطناعي والروبوتات (MINRO) في المعهد الدولي لتكنولوجيا المعلومات في بنغالورو ‏ في عام 2018 بهدف إنشاء أطر ولوائح لتقنيات الذكاء الاصطناعي الأخلاقية والمسؤولة. ويبحث في واجهة الإنسان والآلة، والروبوتات الصناعية والأتمتة، وعلوم البيانات وتحليلها، والتعرف على الأنماط، والذكاء الاصطناعي، وأنظمة الذكاء الاصطناعي.
وقعت نيتي أيوج ‏ اتفاقية شراكة مع مايكروسوفت في عام 2018 للمساعدة في تسريع استخدام الذكاء الاصطناعي لتطوير وتبني الحوسبة باللغة المحلية، وإنشاء خدمات المشورة الزراعية. سيتم إنشاء منصة اختبار حضانة المشكلات إلى الحلول من مايكروسوفت-نيتي أيوج. ستساعد مايكروسوفت أيضًا في تطوير نماذج بمساعدة الذكاء الاصطناعي لفحص اعتلال الشبكية السكري. في عام 2019، صاغت لجنة نيتي أيوج مقترحًا لإنشاء إطار مؤسسي للذكاء الاصطناعي. وقد صدرت مذكرة وزارية تقترح تخصيص 7500 كرور روبية في البداية على مدى ثلاث سنوات لإنشاء 20 مركزًا للتكيف مع الذكاء الاصطناعي، وخمسة معاهد بحثية أساسية، ومنصة الحوسبة السحابية المسماة إيراوات.
تم تقديم الهند أيه آي ‏، وهي مبادرة تعاونية بين قسم الحكومة الإلكترونية الوطنية وناسكوم للتقدم المتعلق بالذكاء الاصطناعي، بواسطة رافي شانكار براساد في 30 مايو 2020. وبالشراكة مع شركة إنتل ووزارة التعليم، تم أيضًا تقديم برنامج الذكاء الاصطناعي المسؤول للشباب لتعزيز تطوير المهارات المتعلقة بالذكاء الاصطناعي. تأسست مدرسة ياردي للذكاء الاصطناعي في سبتمبر 2020 من قبل معهد الهند للتكنولوجيا في دلهي لتعزيز البحث في الذكاء الاصطناعي والتعلم الآلي وعلوم البيانات في مجالات الرعاية الصحية وعلوم المواد والروبوتات والصناعة 4.0 والتنبؤ بالطقس والنقل. تم التبرع بمبلغ 10 ملايين دولار من قبل شركة أنظمة ياردي ‏ أنانت ياردي في عام 2021 للأنشطة المتعلقة بالتعليم والبنية التحتية والبحث. تبرع شاراد كومار ساراف وسودارشان كومار ساراف، مؤسسا شركة تكنوكرافت إندستريز، بمبلغ 15 كرور روبية لإنشاء مركز تكنوكرافت للذكاء الاصطناعي التطبيقي في معهد مومباي للتكنولوجيا ‏ في مارس 2021. في عام 2021، وقعت مؤسسة عائلة ميهتا ومعهد جواهاتي للتكنولوجيا ‏ مذكرة تفاهم لإنشاء مدرسة عائلة ميهتا لعلوم البيانات والذكاء الاصطناعي.
وفقًا لتقرير مؤشر الذكاء الاصطناعي السنوي لجامعة ستانفورد، احتلت الهند المرتبة الخامسة عالميًا في عام 2022 من حيث الاستثمارات التي تلقتها الشركات التي تقدم منتجات وخدمات الذكاء الاصطناعي.
تم افتتاح مركز الذكاء الآلي وعلوم البيانات رسميًا بواسطة معهد مومباي للتكنولوجيا في 28 أبريل 2023. تم إنشاء مؤسسة الأبحاث الوطنية لتعزيز البحث في مجموعة متنوعة من المجالات، بما في ذلك الذكاء الاصطناعي بميزانية قدرها 50000 كرور روبية لمدة خمس سنوات.
وافقت الحكومة الاتحادية على تمديد برنامج الهند الرقمية ‏ في عام 2023، وخصصت 14903 كرور روبية بدءًا من السنة المالية 2021–2022 إلى السنة المالية 2025–2026 لإضافة تسعة أجهزة كمبيوتر عملاقة جديدة في إطار مهمة الكمبيوتر العملاقة الوطنية. ستكون جميع اللغات الـ 22 المدرجة في الجدول 8 متاحة للغة بهاشيني. سيتم إنشاء ثلاثة مراكز للتميز في مجال الذكاء الاصطناعي تركز على المدن المستدامة والزراعة والصحة. تناول رئيس الوزراء ناريندرا مودي المخاوف الدولية بشأن الاستخدام السلبي للذكاء الاصطناعي خلال مؤتمر مجموعة العشرين الافتراضي الذي استضافته الهند في نوفمبر 2023.
لمساعدة الحكومة الهندية وصناع السياسات في قضايا علوم البيانات والذكاء الاصطناعي، قدم سونيل وادواني ‏ 110 كرور روبية إلى معهد مدراس للتكنولوجيا الهندية ‏ في عام 2024 لمدرسة وادواني لعلوم البيانات والذكاء الاصطناعي. سيجمع المعهد بين الأبحاث الأساسية والتطبيقية في علم الأحياء النظمي، والتصنيع، والطاقة والبيئة، والرعاية الصحية، والزراعة، والمدن الذكية والنقل، والتحليلات المالية، والدفاع.
استثمرت الهند 1.25 مليار دولار (10372 كرور روبية) في مهمة الهند أيه آي. بميزانية قدرها 990 كرور روبية، أعلن دارميندرا برادان ‏ في 15 أكتوبر 2024 عن إنشاء ثلاثة مراكز للتميز في مجال الذكاء الاصطناعي في نيودلهي: واحد للزراعة (تحت إشراف معهد روبار الهندي للتكنولوجيا ‏)، وواحد للمدن المستدامة (تحت إشراف معهد كانبور الهندي للتكنولوجيا)، وواحد للرعاية الصحية (تحت إشراف معهد العلوم والتكنولوجيا الهندي ومعهد دلهي الهندي للتكنولوجيا). تم إنشاء مركز الذكاء الاصطناعي التوليدي، شريجان في معهد جودبور للتكنولوجيا الهندي ‏ في 25 أكتوبر 2024 من قبل ميتا بلاتفورمز والهند أيه آي لدعم الاستدامة طويلة الأجل لنماذج الأساس وأبحاث ذكاء اصطناعي مولد في الرعاية الصحية والتعليم والزراعة والمدن الذكية والتنقل الذكي والاستدامة والشمول المالي والشمول الاجتماعي. بالإضافة إلى ذلك، تم إطلاق مبادرة YuvAI لبناء المهارات والقدرات بالتعاون مع مجلس عموم الهند للتعليم الفني لتعزيز الذكاء الاصطناعي مفتوح المصدر. تعهدت شركة ميتا بالتبرع بمبلغ يصل إلى 750 لكح روبية على مدى ثلاث سنوات. ستعمل كل من غاتي شاكتي فيشوافيديالايا ‏، ومعهد السلوك البشري والعلوم المتحالفة ‏، ومعهد الدراسات العليا للتعليم الطبي والبحث ‏، ومعهد عموم الهند للعلوم الطبية في جودبور ‏، مع شريجان. في نوفمبر 2024، وافقت حكومة كارناتاكا على استثمار بقيمة 28 كرور روبية لبناء مركز التميز في الذكاء الاصطناعي في بنغالورو.
أعلنت شركة رليانس للصناعات عن إنشاء مركز بيانات بقدرة 3 جيجاوات لخدمات الذكاء الاصطناعي في جامناجار في عام 2025.
في مارس 2025، أطلق برينتون م. جيري، وهو مهندس ذكاء اصطناعي بارز مقيم في بنغالورو، مشروعًا يركز على الاستفادة من الذكاء الاصطناعي لتطوير مساعدين شخصيين قادرين على تنفيذ مهام آلية معقدة من خلال تطبيقات مبسطة. ويشمل عمله أيضًا البحث في التطورات المستقبلية في مجال الذكاء الاصطناعي في قطاعات متعددة.

## البعثة الوطنية للأنظمة السيبرانية الفيزيائية متعددة التخصصات
أعلنت شركة رليانس للصناعات عن إنشاء مركز بيانات بقدرة 3 جيجاوات لخدمات الذكاء الاصطناعي في جامناجار في عام 2025.
لترجمة الأبحاث الأكاديمية حول الذكاء الاصطناعي في مرحلة إثبات المفهوم إلى سلع وخدمات قابلة للتطبيق تجاريًا، أنشأ معهد كاراجبور للتكنولوجيا مؤسسة مؤسسة مركز الابتكار آيه آي 4 آي سي بي إس في عام 2020. في إطار المهمة الوطنية للأنظمة السيبرانية الفيزيائية متعددة التخصصات (إتش إم-آي سي بي إس)، منحتها وزارة العلوم والتكنولوجيا منحة قدرها 170 كرور روبية.
برأس مال أولي قدره 230 كرور روبية من وزارة العلوم والتكنولوجيا وحكومة كارناتاكا، تم إنشاء حديقة تكنولوجيا الذكاء الاصطناعي والروبوتات في المعهد الهندي للعلوم كمؤسسة غير ربحية في نوفمبر 2020 لمشاريع البحث والتطوير في مجال الأمن السيبراني والرعاية الصحية والتعليم والتنقل والبنية التحتية والزراعة وتجارة التجزئة.
استضافت تيهان في معهد حيدر أباد للتكنولوجيا ‏ أول منشأة اختبار للملاحة المستقلة (الجوية والبرية) في الهند في عام 2022، والتي افتتحها جيتندرا سينغ رانا ‏ من وزارة العلوم والتكنولوجيا لتطوير تكنولوجيا الملاحة المستقلة من الجيل التالي.
لتطوير تقنية الاتصالات اللاسلكية الموفرة للطاقة واللطيفة لشبكات الجيل الخامس و5 جي-المتقدم، قام كيران كومار كوتشي من معهد حيدر أباد للتكنولوجيا ومؤسسة آي آي آي تي بي كوميت في عام 2024 بتطوير حل محطة قاعدة أو-ران الذي يضاعف السعة ويحسن تغطية الخلايا عند مقارنتها بشبكات الجيل الرابع.
مراكز الابتكار التكنولوجي
| الاسم                                                                      | الموقع                                         | مجال البحث                                                |
| -------------------------------------------------------------------------- | ---------------------------------------------- | --------------------------------------------------------- |
| مؤسسة آيه آي 4 آي سي بي إس آي هاب                                          | المعهد الهندي للتكنولوجيا في كاراجبور          | الذكاء الاصطناعي والتعلم الآلي                            |
| مؤسسة تي آي إتش لإنترنت الأشياء وإنترنت الأشياء                            | معهد بومباي للتكنولوجيا ‏                       | إنترنت الأشياء & إنترنت كل شيء                            |
| مؤسسة بيانات آي آي آي تي-إتش بيانات آي-إتش                                 | المعهد الدولي لتكنولوجيا المعلومات، حيدر أباد ‏ | بنوك البيانات وخدمات البيانات، تحليل البيانات             |
| مؤسسة آي هاب لابتكار الروبوتات والأنظمة ذاتية التشغيل                      | المعهد الهندي للعلوم                           | الروبوتات والأنظمة المستقلة                               |
| مؤسسة آي هاب إن تي آي إتش إيه سي                                           | المؤسسة الهندية للتكنولوجيا في كانبور          | الأمن السيبراني والأمن السيبراني للبنية التحتية المادية   |
| مؤسسة آي هاب دريشتي                                                        | معهد جودبور للتكنولوجيا ‏                       | رؤية حاسوبية، واقع معزز وواقع افتراضي                     |
| مؤسسة ديفياسامبارك آي هب رووركي للأجهزة والمواد والتكنولوجيا               | معهد رووركي للتكنولوجيا ‏                       | تكنولوجيا الأجهزة والمواد                                 |
| مؤسسة معهد باتنا للتكنولوجيا فيشليسان آي هاب                               | معهد باتنا للتكنولوجيا ‏                        | تحليلات الكلام والفيديو والنصوص                           |
| مؤسسة معهد مدراس للتكنولوجيا الهندية برافارتاك تكنولوجيز                   | معهد مدراس للتكنولوجيا الهندية ‏                | أجهزة الاستشعار، والشبكات، والمشغلات، وأنظمة التحكم       |
| مؤسسة إتش إم آي سي بي إس للابتكار التكنولوجي للملاحة ذاتية التشغيل (تيهان) | معهد حيدر أباد للتكنولوجيا ‏                    | أنظمة الملاحة الذاتية وجمع البيانات                       |
| مؤسسة مركز آي-دابت                                                         | المعهد الهندي للتكنولوجيا فاراناسي ‏            | تحليلات البيانات والتقنيات التنبؤية                       |
| مؤسسة معهد جواهاتي للتكنولوجيا للابتكار والتطوير التكنولوجي                | معهد جواهاتي للتكنولوجيا ‏                      | تقنيات الاستكشاف تحت الماء                                |
| مؤسسة معهد ماندي للتكنولوجيا آي-إتش سي آي                                  | معهد ماندي للتكنولوجيا الهندي ‏                 | تفاعل الإنسان مع الحاسوب                                  |
| مؤسسة آي هاب للروبوتات التعاونية                                           | معهد دلهي للتكنولوجيا ‏                         | الروبوتات التعاونية ‏                                      |
| مؤسسة معهد روبار للتكنولوجيا الهندي للتكنولوجيا والابتكار                  | معهد روبار للتكنولوجيا الهندي ‏                 | تقنيات الزراعة والمياه.                                   |
| مؤسسة الابتكار التكنولوجي في الاستكشاف والتعدين                            | المعهد الهندي للتكنولوجيا دانباد ‏              | تقنيات التعدين                                            |
| مؤسسة آي هاب للتكنولوجيا في بالاكاد                                        | المعهد الهندي للتكنولوجيا في بلكاد             | أنظمة تعاونية ذكية                                        |
| مؤسسة آي آي آي تي بي كوميت                                                 | المعهد الدولي لتكنولوجيا المعلومات، بنغالورو ‏  | أنظمة اتصالات متقدمة                                      |
| مؤسسة بيتس بيوسيتيث                                                        | بيتس بيلاني ‏                                   | أنظمة حيوية-سيبرانية-فيزيائية                             |
| مؤسسة أفكار – معهد هندسة البيانات والتحليلات والعلوم                       | المعهد الإحصائي الهندي ‏، كلكتا                 | علم البيانات، وتحليلات البيانات الضخمة، ومعالجة البيانات. |
| مؤسسة آي آي تي آي دريشتي سي بي إس                                          | معهد إندور للتكنولوجيا ‏                        | محاكاة ونمذجة وتصور الأنظمة.                              |
| مؤسسة آي هاب أنوبوتي-آي آي آي تي دي                                        | معهد إندربراسثا لتكنولوجيا المعلومات           | حوسبة معرفية & الاستشعار الاجتماعي                        |
| مؤسسة آي هاب لتكنولوجيا الكم                                               | المعهد الهندي لتعليم العلوم والبحث، بوني ‏      | تقنيات الكم                                               |
| مؤسسة آي هاب لمعهد تيروباتي نافافيشكار                                     | معهد تيروباتي للتكنولوجيا ‏                     | تقنيات تحديد المواقع والدقة                               |
| مؤسسة آي هاب للابتكار والتكنولوجيا في معهد بهيلاي للتكنولوجيا              | معهد بهيلاي للتكنولوجيا ‏                       | تقانة مالية                                               |

## التشريعات
لا توجد في الهند حاليًا قوانين محددة لتنظيم الذكاء الاصطناعي. ومع ذلك، قدمت الحكومة الهندية العديد من المبادرات والمبادئ التوجيهية التي تهدف إلى التطوير والنشر المسؤول لتقنيات الذكاء الاصطناعي. لقد كلفت الحكومة الهندية مؤسسة نيتي أيوج ‏، وهي مؤسسة الفكر العليا للسياسات العامة، بوضع المبادئ التوجيهية والسياسات الخاصة بالذكاء الاصطناعي. في عام 2018، أصدرت لجنة نيتي أيوج الاستراتيجية الوطنية للذكاء الاصطناعي، والمعروفة أيضًا باسم #AIForAll، والتي تركز على الرعاية الصحية والزراعة والتعليم والمدن الذكية والتنقل الذكي ‏.
في عام 2021، نشرت نيتي أيوج «مبادئ الذكاء الاصطناعي المسؤول»، والتي تناولت الاعتبارات الأخلاقية لنشر الذكاء الاصطناعي في الهند. وتغطي هذه المبادئ الاعتبارات المتعلقة بالنظام، مثل اتخاذ القرار والمساءلة، والاعتبارات المجتمعية، مثل تأثير الأتمتة على العمالة. يركز الجزء الثاني من هذه الوثيقة، «تطبيق مبادئ الذكاء الاصطناعي المسؤول»، الصادر في أغسطس 2021، على تنفيذ هذه المبادئ الأخلاقية من خلال التدخلات التنظيمية والسياسية، وبناء القدرات، وتحفيز الممارسات الأخلاقية.
في عام 2023، أقرت الحكومة الهندية قانون حماية البيانات الشخصية الرقمية ‏، والذي يعالج بعض المخاوف المتعلقة بالخصوصية المتعلقة بمنصات الذكاء الاصطناعي. أصدرت وزارة الإلكترونيات وتكنولوجيا المعلومات (ميتي) ‏ أيضًا إرشادات تتطلب من المنصات الحصول على إذن صريح قبل نشر نماذج الذكاء الاصطناعي غير الموثوقة ووضع علامة على المحتوى الذي تم إنشاؤه بواسطة الذكاء الاصطناعي لمنع سوء الاستخدام. تعد الهند عضوًا في الشراكة العالمية للذكاء الاصطناعي (GPAI) ‏، والتي تعمل على تعزيز الاستخدام المسؤول للذكاء الاصطناعي من خلال التعاون الدولي. في عام 2023، عُقدت قمة الشراكة العالمية للذكاء الاصطناعي في نيودلهي، حيث ناقش الخبراء الذكاء الاصطناعي المسؤول، وحوكمة البيانات، ومستقبل العمل.
وتعمل وكالات هندية أخرى، مثل مكتب المعايير الهندية (BIS) ‏، أيضًا على وضع سياسات الذكاء الاصطناعي. أنشأت مكتب المعايير الهندية لجنة لاقتراح مسودة معايير للذكاء الاصطناعي، مع التركيز على السلامة والموثوقية والاعتبارات الأخلاقية. ولم تقم الهند حتى الآن بسن لوائح خاصة بالذكاء الاصطناعي. ومع ذلك، اتخذت الحكومة تدابير لتشجيع الابتكار ومعالجة المخاوف الأخلاقية والمخاطر المرتبطة بالذكاء الاصطناعي. تهدف هذه الجهود إلى دعم نمو نظام الذكاء الاصطناعي في الهند وضمان نشر الذكاء الاصطناعي بشكل مسؤول.
أطلقت الهند بنك بيانات الذكاء الاصطناعي بهدف تعزيز الابتكار وتعزيز الأمن الوطني. صُممت هذه المبادرة لتسخير قوة الذكاء الاصطناعي من خلال توفير مستودع مركزي للبيانات يمكن استخدامه في مختلف القطاعات، بما في ذلك الحوكمة والأعمال والرعاية الصحية والتعليم واستكشاف الفضاء. ومن خلال تسهيل الوصول إلى المعلومات الحيوية، سيدعم بنك بيانات الذكاء الاصطناعي جهود البحث والتطوير، ويحفز التقدم التكنولوجي، ويعزز الإطار الأمني للبلاد. وتؤكد هذه الخطوة الاستراتيجية التزام الهند بتسخير الذكاء الاصطناعي لتحقيق التقدم الوطني وحماية مصالحها في عالم رقمي متزايد.

## مبادرة بهارات جي بي تي
بهارات جي بي تي هي مبادرة غير ربحية، بدأت في فبراير 2023. الهدف هو تطوير نماذج لغوية كبيرة متعددة اللغات ومتعددة الوسائط ‏ ومحولات توليدية مدربة مسبقًا تركز على الهند. إلى جانب التطبيقات وأطر التنفيذ، يعتزم اتحاد بهارات جي بي تي نشر سلسلة من النماذج الأساسية من أجل تلبية احتياجات المطورين والشركات. تأسس اتحاد بهارات جي بي تي في عام 2022 بموجب شراكة بين القطاعين العام والخاص ‏ مع معهد بومباي للتكنولوجيا ‏ ومنصات جيو وناسكوم وسيثا ماهالاكشمي للرعاية الصحية وقسم الهند الرقمية بهاشيني (وزارة الإلكترونيات وتكنولوجيا المعلومات ‏) و معهد مدراس للتكنولوجيا الهندية ‏ ومعهد ماندي للتكنولوجيا الهندي ‏ ومعهد حيدر أباد للتكنولوجيا ‏ المؤسسة الهندية للتكنولوجيا في كانبور والمعهد الدولي لتكنولوجيا المعلومات في حيدر أباد ‏ والمعهد الهندي للإدارة في إندور ‏ كأعضاء.
يقود فريق تطوير بهارات جي بي تي البروفيسور جانش راماكريشنان من المعهد الهندي للتكنولوجيا في بومباي بصفته الباحث الرئيسي، بدعم من البروفيسور موهان راغافان والبروفيسور ماونيندرا سانكار ديساركار من المعهد الهندي للتكنولوجيا في حيدر أباد، والبروفيسور روهيت سالوجا من المعهد الهندي للتكنولوجيا في ماندي، والبروفيسور في كاماكوتي من المعهد الهندي للتكنولوجيا في مدراس، والبروفيسور أرناب بهاتاشاريا من المعهد الهندي للتكنولوجيا في كانبور، والبروفيسور كشيتي جادهاف من المعهد الهندي للتكنولوجيا في بومباي، والبروفيسور ماهيشواري من المعهد الهندي للإدارة في إندور، والبروفيسور رافي كيران من المعهد الهندي للتكنولوجيا في حيدر أباد. سيتم إصدار نموذج الأساس المبني على النص أولاً، يليه نماذج الكلام والفيديو. بالإضافة إلى ترخيص الاستخدام التجاري، كان الجهد المبذول هو جعل جزء كبير من عملها مفتوح المصدر. من المتوقع أن يتم تنشيط بهارات جي بي تي من خلال التعرف على الكلام والإيماءات.
في 27 ديسمبر 2023، أعلن أكاش أمباني أن منصات جيو ومعهد بومباي للتكنولوجيا يتعاونان في برنامج بهارات جي بي تي. ستساعد منصات جيو شركة بهارات جي بي تي في تطبيقات الاتصالات والتجزئة المتخصصة من خلال تطوير نماذج أصغر ومخصصة. من خلال التحقيق في إمكانات الذكاء الاصطناعي لتعزيز الابتكار عبر مجموعة من السلع والخدمات، تأمل جيو في تحقيق هدفها الأكبر المتمثل في إنشاء نظام بيئي كامل للنمو من خلال بهارات جي بي تي. يساعد اتحاد بهارات جي بي تي في تفسير الوثائق الرسمية، مثل أوامر المحكمة، بالتعاون الوثيق مع إدارة الإصلاحات الإدارية والمظالم العامة.
سيتم إطلاق أول خدمة على غرار شات جي بي تي في الهند في مارس 2024 بواسطة اتحاد بهارات جي بي تي، بمساعدة من وزارة العلوم والتكنولوجيا، وشركة رليانس للصناعات. المجالات الأربعة الأساسية التي يرى بهارات جي بي تي أن نموذجه يعمل فيها هي الرعاية الصحية، والخدمات المالية، والحوكمة، والتعليم، ودعم 11 لغة هندية.

### سلسلة هانومان
كشفت شركة سيثا ماهالاكشمي للرعاية الصحية (SML) عن برنامج لغة سيادية كبير من سلسلة هانومان في فبراير 2024 بالتعاون مع اتحاد بهارات جي بي تي. من بين سلسلة هانومان، سيتم توفير نماذج الذكاء الاصطناعي الأربعة الأولى - 1.5 مليار، و7 مليارات، و13 مليار، و40 مليار معلمة في الحجم - كمصدر مفتوح بعد تدريبها على 22 لغة هندية. سيتم تعزيز القدرة على توليد النصوص من نص إلى نص، والنصوص إلى فيديو، وتوليف الكلام والتعرف على الكلام من خلال قدرة التعلم المتعدد الوسائط التي ‏ يتمتع بها هانومان. تتفاوض شركة سيثا ماهالاكشمي للرعاية الصحية مع مؤسسات الرعاية الصحية، وقطاع الخدمات المالية والمصرفية والتأمين ‏، ومطوري تطبيقات الهاتف المحمول لإنشاء نماذج مخصصة من خلال تحسين سلسلة هانومان. نموذج الرعاية الصحية فيزي جي بي تي هو الأول من هذه التكرارات المحسّنة، حيث تم تدريبه على نطاق واسع على البيانات المتعددة الجينومات ‏، والبحوث السريرية، والسجلات الصحية الإلكترونية.
تم إطلاق النسخة التجريبية من هانومان، والتي تفتقر إلى ميزات الوسائط المتعددة والوصول إلى الإنترنت، في 10 مايو 2024، بـ 98 لغة دولية، بما في ذلك 12 لغة هندية (الهندية، والمراثية، والغوجاراتية، والبنغالية، والكانادا، والأوديا، والبنجابية، والآسامية، والتاميلية، والتيلجو، والمالايالامية، والسندية). إنه يتيح التدريس والترميز والمحادثة. تتعاون المنصة مع شركة ناسكوم، وشركة هيوليت-باكارد، وحكومة ولاية تلانجانا ‏. ستقوم يوتا للبنية التحتية بتزويد البنية التحتية السحابية لوحدة معالجة الرسوميات. اعتبارًا من 14 مايو 2024، أصبح روبوت المحادثة هانومان متاحًا عبر كل من عميل الويب وتطبيق أندرويد.
تعد شركة هانومان مملوكة بشكل مشترك من قبل شركة سيثا ماهالاكشمي للرعاية الصحية وشركة شركة 3 أيه آي القابضة المحدودة، وهي شركة استثمار في مجال الذكاء الاصطناعي ومقرها أبو ظبي. ستمتلك كلتا الشركتين حصة 50% بموجب ترتيب الملكية المشتركة. من أجل تحسين قدرات النص والصوت والصورة والترميز في هانومان للمستخدمين، سيكون قادرًا على الوصول إلى أوميغا ذكاء اصطناعي مولد من شركة 3أيه آي القابضة، والذي يتم إنشاؤه باستخدام 665 مليار معلمة و20 تريليون رمز. بالنسبة لعملاء الأعمال، ستطلق شركة هانومان نموذجًا خاصًا بها.

## بهاراتجين
فكر أستاذ معهد مومباي للتكنولوجيا الهندي جانيش راماكريشنان في إنشاء حل محلي من شأنه استخدام ذكاء اصطناعي مولد مع مراعاة التنوع اللغوي والثقافي في الهند. تم تقديم نموذج مؤسسة مفتوح المصدر ومتعدد الوسائط ‏ ومتعدد اللغات ومركز على الهند يسمى بهاراتجين رسميًا في 30 سبتمبر 2024. باستثمار أقل من 235 كرور روبية هندية (39 مليون دولار أمريكي)، تقوم وزارة العلوم والتكنولوجيا بتمويل المشروع في إطار المهمة الوطنية للأنظمة السيبرانية الفيزيائية متعددة التخصصات. ونتيجة للمخاوف الأمنية في التطبيقات المهمة مثل الدفاع، اكتسب المشروع أهمية استراتيجية ويهدف إلى تقليل الاعتماد على نماذج الذكاء الاصطناعي الأجنبية. كان البروفيسور جانش راماكريشنان يدافع عن الشراكة بين القطاعين العام والخاص في مجال الذكاء الاصطناعي من خلال برنامج بهارات جي بي تي. لقد اكتسبت جهود بهارات جي بي تي السابقة دورًا أكثر رسمية في مشروع بهاراتجين، والذي من المتوقع أن يكتمل بحلول عام 2026.
باعتبارها مهمة وطنية، تم إنشاء بهاراتجين لتسهيل التعاون بين الوزارات من خلال اتباع نهج حكومي شامل ‏. سيتم تطوير الذكاء الاصطناعي من الأساس، مما يضمن بقاء جميع الملكية الفكرية داخل الدولة. سيتولى مرفق الحوسبة الهند أيه آي قيادة المشروع. ستتمتع بهاراتجين بقاعدة أكاديمية قوية، وتضم أعضاء هيئة التدريس ومؤسسات البحث في نظامها البيئي لضمان الابتكار المستدام. توفر يوتا للبنية التحتية ونيسا الدعم السحابي.
تم تطوير خوارزمية الواجهة الخلفية والعمل الفني اللازم من قبل فريق تعاوني من اتحاد بهاراتجين. اعتبارًا من فبراير 2025، يضم اتحاد بهاراتجين ما بين 50 إلى 60 باحثًا ومجموعة واسعة من الطلاب المساهمين من المعهد الهندي للإدارة في إندور ‏، والمعهد الدولي لتكنولوجيا المعلومات في حيدر أباد ‏، ومعهد بومباي للتكنولوجيا ‏، ومعهد كانبور للتكنولوجيا، ومعهد حيدر أباد للتكنولوجيا ‏، ومعهد ماندي ‏ للتكنولوجيا، ومعهد مدراس للتكنولوجيا ‏. سيعمل اتحاد بهاراتجين مع خبراء الاقتصاد السلوكي والمهندسين وباحثي الذكاء الاصطناعي ومتخصصي التصميم، لتطوير استراتيجية متعددة التخصصات لاستخدام الذكاء الاصطناعي لمعالجة مشاكل الهند. يأخذ نموذج الذكاء الاصطناعي في الاعتبار 1600 لغة ونصوص تشكل نظام المعرفة الهندي. يقوم كل معهد من معاهد الكونسورتيوم بالتحقيق في مهام معينة لإنشاء نماذج في الصوت واللغة والرؤية.
اعتبارًا من 30 يناير 2025، أصبح إطار نموذج الذكاء الاصطناعي جاهزًا. لقد أمضى فريق التطوير العام والنصف الماضيين في العمل على المشروع. ومن المقرر أن تكون النسخة الأولية متاحة خلال أربعة إلى عشرة أشهر، وفقًا لأشويني فايشناو ‏، وزير الإلكترونيات وتكنولوجيا المعلومات.
من أجل التركيز على جمع البيانات الأولية، بدأت بهاراتجين مبادرة بهارات داتا ساجار، وهي مستودع متعدد اللغات لأبحاث الذكاء الاصطناعي. الهدف من جمع هذه البيانات هو تلبية الحاجة إلى بيانات التدريب للغات الهندية التي لا يتم تمثيلها بشكل كافٍ في مجموعات البيانات. وسوف يلتقط الفروق اللغوية الهندية، والتي يتم تجاهلها في كثير من الأحيان في نماذج الذكاء الاصطناعي الدولية. توفر بهاراتجين أدوات وتقنيات لتسهيل إنشاء محتوى مصمم خصيصًا للمنطقة من خلال الترجمة بين اللغات واللهجات المحلية. من أجل تصوير لغات الهند ولهجاتها وسياقها الثقافي بدقة، تركز بهاراتجين على جمع وتنظيم البيانات الفريدة للأمة.
وباستخدام نماذج لغة الرؤية، أطلقت بهاراتجين مشروع إي-فيكراي في أكتوبر 2024. ويجعل التجارة الإلكترونية أسهل بالنسبة للبائعين غير الناطقين باللغة الإنجليزية من خلال أتمتة عملية الفهرسة والتخلص من الحاجة إلى الإدخال البشري. كل ما يحتاجه البائعون هو تقديم صورة لمنتجهم للحصول على عناوين وأوصاف وميزات وتوصيات تسعير يتم إنشاؤها تلقائيًا. يعمل إي-فيكراي على تحسين إمكانية الوصول من خلال ترجمة ونطق أوصاف المنتجات باللغات الهندية. 

## مهمة الهند أيه آي ومنشأة الحوسبة
في 30 يناير 2025، أكدت أشويني فايشناو ‏، وزيرة الإلكترونيات وتكنولوجيا المعلومات ‏، أن مهمة الهند أيه آي ستعمل على تخصيص حلول الذكاء الاصطناعي الأصلية للسياق الهندي باستخدام اللغات الهندية، بدعم من البنية التحتية للحوسبة المشتركة المتطورة. يبدأ نموذج الذكاء الاصطناعي الأولي بسعة حوسبة تبلغ حوالي 10000 وحدة معالجة رسومية، ومن المقرر إضافة وحدات معالجة الرسوميات المتبقية والتي يبلغ عددها 8693 وحدة قريبًا. وتضم المنشأة 7،200 معالج من سلسلة إيه إم دي غريزة إم آي 200 ‏ وإم آي 300 ‏، و12،896 معالج من سلسلة إنفيديا إتش 100 ‏، و1،480 معالج من سلسلة إنفيديا إتش 200 ‏. ستكون تكلفة حساب نموذج الذكاء الاصطناعي أقل من 100 روبية في الساعة بعد الحصول على دعم حكومي بنسبة 40%، مع خطط نصف سنوية وسنوية للمطورين والباحثين والطلاب. 
إن الوصول إلى وحدات معالجة الرسوميات الأكثر تكلفة سيكلف 150 روبية في الساعة، في حين أن استخدام وحدات معالجة الرسوميات الأقل تكلفة سيكلف 115.85 روبية في الساعة. حصلت شركات تقنيات أورينت وشركة سي إم إس للكمبيوتر المحدودة وشي لوكوز وسي تي آر إل إس وتقنيات نيكست جين السحابية و يوتا للبنية التحتية وجيو بلاتفورمز وشركة تاتا للاتصالات ‏ وشبكات إي2إي وتقنيات فينسيسكو على موافقة الحكومة لتوفير 18693 وحدة معالجة رسومية.
كجزء من مهمة إنديانا أيه آي، اختارت الحكومة الهندية في أبريل 2025 شركة سارفام أيه آي ‏، وهي شركة ناشئة هندية في مجال الذكاء الاصطناعي، لتطوير أول نموذج لغة سيادية كبير (LLM) في البلاد، والذي سيتضمن قدرات التفكير والصوت والطلاقة في اللغات الهندية. اعتبارًا من مايو 2025، تدعم الحكومة الهندية، كجزء من مهمة إنديانا أيه آي، الباحثين الهنود في تصميم وحدات معالجة الرسوميات المحلية.

## التعاون الدولي
وقعت وزارة الإلكترونيات وتكنولوجيا المعلومات ‏ الهندية ووزارة الاقتصاد والتجارة والصناعة اليابانية مذكرة تعاون في 29 أكتوبر 2018، والتي تحدد تعاون البلدين في مجال الذكاء الاصطناعي وإنترنت الأشياء كجزء من التعاون الهندي الياباني في الشراكة الرقمية. في جهد لتعزيز العلاقات بين نيتي أيوج ‏ ووزارة الاقتصاد والتجارة والصناعة، وقعت الهند واليابان بيان نوايا واسع النطاق بشأن الذكاء الاصطناعي في إطار «المجتمع 5.0» والذي تضمن استكشاف التعاون المؤسسي المحتمل، مثل المشاريع المشتركة بين معهد حيدر أباد للتكنولوجيا ‏ ومركز أبحاث الذكاء الاصطناعي (المعهد الوطني للعلوم الصناعية المتقدمة والتكنولوجيا)، المتعلقة بالتعلم الآلي، والتعلم العميق، واستخراج البيانات، وموضوعات الذكاء الاصطناعي الأخرى. تمت إضافة التعاون العلمي والتكنولوجي المشترك في مجال التعلم الآلي وتقنيات المنطق الاحتمالي ‏ لأنواع البيانات المختلفة والمجموعات إلى مذكرة التفاهم الموسعة في 24 ديسمبر 2021.
في عام 2021، تم تعيين وزارة العلوم والتكنولوجيا الهندية ووزارة الخارجية الأمريكية كوكالات محورية لمبادرة الذكاء الاصطناعي الأمريكية الهندية التي تم إطلاقها في إطار منتدى العلوم والتكنولوجيا الهندي الأمريكي. وسوف يوفر منتدى للتعاون الثنائي في مجال البحث والتطوير. وسوف يعمل أيضًا على تسهيل ابتكار الذكاء الاصطناعي، وتبادل الأفكار لبناء قوة عاملة في مجال الذكاء الاصطناعي، واقتراح طرق لتعزيز التعاون.
قامت الولايات المتحدة والهند بتوسيع نطاق تدريباتهما ومناوراتهما السيبرانية المشتركة في عام 2022 وبدأتا حوار الذكاء الاصطناعي الدفاعي. وبحسب كليو باسكال ‏، وهي زميلة أولى غير مقيمة في مؤسسة الدفاع عن الديمقراطيات ‏، فإن المجتمع الهندي أثر على أبحاث وتطوير الذكاء الاصطناعي في الولايات المتحدة لسنوات عديدة. يتم نقل الأمور إلى المستوى التالي من خلال حوار الذكاء الاصطناعي الدفاعي. وفي العام نفسه، تعتزم الولايات المتحدة الانضمام إلى ستة من مراكز الابتكار التكنولوجي في الهند لدعم مشاريع البحث التعاوني في مجالات تشمل الذكاء الاصطناعي، وتقنيات الاتصال اللاسلكية المتقدمة، وعلوم البيانات لتحقيق المزيد من التقدم في تطبيقات مثل الزراعة والصحة والمناخ. تم اختيار خمسة وثلاثين مشروعًا للتنفيذ من قبل وزارة العلوم والتكنولوجيا والمؤسسة الوطنية للعلوم في الولايات المتحدة.
كجزء من مبادرة الولايات المتحدة والهند بشأن التكنولوجيا الحرجة والناشئة ‏، أعلنت الولايات المتحدة والهند عن تخصيص أكثر من 2 مليون دولار في عام 2024 لمبادرات البحث التعاوني التي من شأنها تعزيز الذكاء الاصطناعي وتكنولوجيا الكم.
من أجل تطوير أنظمة مساعدة السائق المتقدمة وتقنيات أتمتة المركبات التي يمكن استخدامها في أجزاء مختلفة من العالم، بدأت شركة هوندا اليابانية أبحاثًا تعاونية في مجال تقنيات الذكاء الاصطناعي مع معهد دلهي للتكنولوجيا ومعهد بومباي للتكنولوجيا ‏ في عام 2024. تم ذلك بهدف تطوير منصة الذكاء الاصطناعي الخاصة بشركة هوندا التعاونية.
من أجل إنشاء ذكاء اصطناعي آمن ومفتوح وموثوق، أعلن رئيس الوزراء ناريندرا مودي والرئيس إيمانويل ماكرون عن خارطة الطريق الهندية الفرنسية بشأن الذكاء الاصطناعي في 12 فبراير 2025. الهدف هو التأكد من أن القواعد والمبادئ التوجيهية التي تحكم استخدام الذكاء الاصطناعي تمثل المبادئ الديمقراطية وتعظم إمكاناتها من أجل تقدم البشرية والصالح العام.
لقد جعل مجلس التجارة والتكنولوجيا بين الهند والاتحاد الأوروبي الذكاء الاصطناعي أولوية قصوى. في عام 2025، اتفق المكتب الأوروبي للذكاء الاصطناعي وبعثة الذكاء الاصطناعي في الهند على تعزيز التعاون بشأن نماذج اللغة الكبيرة، بما في ذلك الجهود التعاونية لإنشاء أطر وأدوات للذكاء الاصطناعي المسؤول والأخلاقي. وسوف يتوسع في التقدم في تطبيقات الحوسبة عالية الأداء المتعلقة بعلم المعلومات الحيوية، وتغير المناخ، والكوارث الطبيعية التي أصبحت ممكنة من خلال البحث والتطوير التعاوني.

## التأثير

### الزراعة
في 12 ديسمبر 2023، أعلنت كيسان أيه آي عن إصدار Dhenu 1.0، أول برنامج ماجستير في القانون متخصص في الزراعة في العالم مصمم للمزارعين الهنود. يمكنه التعامل مع 300،000 مجموعة تعليمات وفهم الاستعلامات باللغة الإنجليزية والهندية والهنجليزية. توفر المنصة مساعدة صوتية مخصصة. استخدمت كيسان أيه آي منصة أوبن هاثي من سارفام أيه آي لتوفير الدعم ثنائي اللغة وعملت مع نيمبل بوكس لتوفير واجهات برمجة التطبيقات. يستخدم دينو 1.0 أوبن هيرمس 2.5 ميسترال 7ب. تدعم شركة مايكروسوفت برنامج كيسان أيه آي للشركات الناشئة ‏. من أجل ممارسات الزراعة المقاومة للتغيرات المناخية، دخلت كيسان أيه آي في شراكة مع برنامج الأمم المتحدة الإنمائي في يناير 2024 لتطوير مساعد افتراضي ذكاء اصطناعي مولد يعتمد على الصوت. الأهداف الرئيسية لهذا المشروع هي التغلب على الحواجز اللغوية وتقديم معلومات يمكن فهمها بسهولة حتى تتمكن المزارعات من المشاركة بنشاط والاستفادة من تطورات الذكاء الاصطناعي التوليدي. تم إطلاق دينو2، وهو إصدار مفتوح المصدر، في أكتوبر 2024، مما يوفر حلولاً للشركات الزراعية والمزارعين وصناع السياسات في جميع أنحاء العالم. إنه متوفر بثلاثة موديلات: 8B، و3B، و1B، ويتم تشغيله بواسطة لاما 3. تعتمد المنصة على 1.5 مليون تعليمة اصطناعية وواقعية تغطي أكثر من 4،000 موضوع وفئة زراعية. تم إجراء مقابلات مع أكثر من 100 ألف مزارع للحصول على رؤى توفر معلومات عملية لاتخاذ قرارات أفضل.
تم إطلاق شبكة أوتار براديش المفتوحة للزراعة، وهي بنية تحتية عامة رقمية ‏ مدعومة ببروتوكول جيميناي وبيكين، في يناير 2025 من قبل حكومة أوتار براديش ‏ بالتعاون مع منصة جوجل السحابية. وسيتمكن المزارعون من الوصول إلى روابط السوق والقروض والآليات والخدمات الاستشارية لبيع منتجاتهم من مكان واحد. ستكون واجهة المستخدم الصوتية متاحة للمزارعين باللغات الهندية والبنغالية والتيلجو والكانادا والغوجاراتية والبنجابية، مع إضافة لغات هندية أخرى في عام 2025.
تم افتتاح أجريهوب، وهو مركز التميز للزراعة المستدامة بتمويل مشترك من وزارة الشباب والرياضة وحكومة ماديا براديش ‏، بواسطة معهد الهند للتكنولوجيا في إندور ‏ في 27 يناير 2025. سيتم استخدام الذكاء الاصطناعي والتعلم الآلي والتعلم العميق لإحداث ثورة في الصناعة الزراعية. من خلال استخدام تحليلات البيانات الضخمة والبحث الجينومي لدعم الزراعة المعتمدة على البيانات، فإنه سيمكن البحث في الزراعة الدقيقة، والنباتات الصحراوية، وتشخيص الأمراض المعتمدة على الذكاء الاصطناعي.
اعتمد المزارعون في فازيلكا على أجهزة استشعار الطقس التي تعمل بالذكاء الاصطناعي والتي ابتكرها معهد روبار للتكنولوجيا ‏. ويوفر معلومات في الوقت الحقيقي عن الظروف الجوية من خلال الاستفادة من البيانات التي تم جمعها من الأقمار الصناعية والبالونات الجوية وشبكة من محطات الطقس على الأرض. يتم استخدام معلمات مثل درجة الحرارة والرطوبة وهطول الأمطار والإضاءة مع البيانات من إدارة الأرصاد الجوية الهندية للتنبؤ بهطول الأمطار.
تستخدم وزارة الزراعة ورعاية المزارعين ‏ الذكاء الاصطناعي لمساعدة المزارعين. تم إنشاء روبوت محادثة يعمل بالذكاء الاصطناعي يسمى كيسان إي ميترا لمساعدة المزارعين في أسئلتهم حول مخطط برادان مانتري كيسان سمان نيدهي ‏ بالعديد من اللغات الهندية. يستخدم نظام مراقبة الآفات الوطني الذكاء الاصطناعي والتعلم الآلي لتحديد الإصابة بالآفات، مما يسمح باتخاذ إجراءات سريعة لتحسين صحة المحاصيل ومعالجة فقدان المنتجات الناجم عن تغير المناخ. التحليلات القائمة على الذكاء الاصطناعي والتي تستخدم صورًا ميدانية لمراقبة وتقييم صحة المحاصيل باستخدام بيانات الطقس ورطوبة التربة والأقمار الصناعية لزراعة القمح والأرز.
أدى استخدام الذكاء الاصطناعي في قرية خوتباف من قبل صندوق التنمية الزراعية ومايكروسوفت في عام 2025 إلى زيادة بنسبة 40% في العائد وانخفاض بنسبة 50% في تكاليف الإنتاج بسبب استخدام المياه والمبيدات الحشرية. من خلال تطبيق أجري بايلوت.أيه آي للهواتف الذكية الذي طورته شركة Click2Cloud، تقوم الذكاء الاصطناعي بإخطار المزارعين بهجمات الآفات المحتملة، وحالة التربة، وسرعة الهواء، وظروف الطقس لتحديد موعد تطبيق المبيدات الحشرية وكمية المياه التي يحتاجها المحصول. باستخدام مجموعة متنوعة من مصادر البيانات، بما في ذلك صور الأقمار الصناعية، وتوقعات الطقس، وأجهزة استشعار التربة، والمدخلات الفريدة لكل مزرعة، تعمل الذكاء الاصطناعي على توليد اقتراحات مخصصة للمزارعين. يتم استخدام مدير بيانات مايكروسوفت أزور للزراعة (المعروف سابقًا باسم مايكروسوفت فارم بيتس) لمعالجة هذه البيانات. الرسوم السنوية لخدمات الذكاء الاصطناعي هي 10000 روبية.  من أجل تقديم رؤى ثاقبة، يتم تحليل البيانات بواسطة مشروع البحث مفتوح المصدر فارم فايبز.أيه آي بالاشتراك مع بيانات المحاصيل التاريخية. بالنسبة للمزارع، تقوم خدمة مايكروسوفت أزور أوبن أيه آي بتحويل هذه التفاصيل إلى خطوات سهلة المتابعة.
في 100 قرية، ستدعم حكومة آسام إنشاء مراكز زراعية تعمل بالذكاء الاصطناعي، حيث تساعد الطائرات بدون طيار والذكاء الاصطناعي المزارعين في اتخاذ قرارات تعتمد على البيانات، وزيادة المحاصيل، وتعزيز الاستدامة، وفقًا لميزانية الولاية لعامي 2025 و2026.

### الصناعة
باستثمار قدره 20 كرور روبية، أسست شركة تاتا للاستشارات مركز إف سي كوهلي للأنظمة الذكية في المعهد الدولي لتكنولوجيا المعلومات، حيدر أباد ‏ في عام 2015 لإجراء البحوث في مجالات الروبوتات، والعلوم المعرفية، ومعالجة اللغة العصبية، والأنظمة الذكية.
في مارس 2018، أنشأت شركة تقنيات الشعرية ‏ ومعهد كاراجبور للتكنولوجيا مركز التميز في أبحاث الذكاء الاصطناعي للتحليلات المالية والأتمتة الصناعية والرعاية الصحية الرقمية وأنظمة النقل الذكية، باستثمار إجمالي قدره 56.4 مليون روبية. بحلول مارس 2019، سيتم افتتاح الحرم الجامعي الثاني في كوكاتباليا. في يوليو، أنشأت حكومة كارناتاكا وناسكوم مركز التميز لعلوم البيانات والذكاء الاصطناعي في شراكة بين القطاعين العام والخاص ‏ لمساعدة الشركات الصغيرة والمتوسطة الحجم وتوفير مجموعات البيانات الكبيرة لنماذج التدريب.
لإجراء أبحاث أساسية في التعلم العميق، والتعلم المعزز، وتحليلات الشبكات، والتعلم الآلي القابل للتفسير، والذكاء الاصطناعي الواعي للمجال، أنشأت شركة بوش مركز روبرت بوش لعلوم البيانات والذكاء الاصطناعي في معهد مدراس للتكنولوجيا الهندي في عام 2019. وسيركز المركز أبحاثه التطبيقية على علم الأحياء النظمي، والمدن الذكية، وتحليلات التصنيع، والتحليلات المالية، والرعاية الصحية. بالإضافة إلى ذلك، فهو موقع أكبر مجموعة للتعلم التعزيزي العميق في الهند. في مختبر أبحاث مايكروسوفت في بنغالورو، قدمت مايكروسوفت التأثير المجتمعي من خلال السحابة والذكاء الاصطناعي في عام 2019 لاستخدام الحوسبة السحابية والذكاء الاصطناعي لمعالجة القضايا المجتمعية طويلة الأمد في النقل والزراعة والصحة والعافية والتعليم.
افتتحت شركة أكسنتشر أول مختبر نانو لها في منطقة آسيا والمحيط الهادئ في 4 فبراير 2020، في حيدر أباد، لإجراء أبحاث تطبيقية في مجالات الأمن والواقع المعزز والذكاء الاصطناعي. تأسس مركز إنفيديا لتكنولوجيا الذكاء الاصطناعي في معهد حيدر أباد للتكنولوجيا ‏ في عام 2020 بهدف تسريع أبحاث الذكاء الاصطناعي وتسويقه. يركز على تطبيق الذكاء الاصطناعي في فهم اللغة والمدن الذكية والزراعة. كان الوعي الظرفي، وتحليل بيئة المشغل، والأجهزة الذكية، وأنظمة الملاحة المستقلة ‏، والأجهزة الطرفية ‏ لإنترنت الأشياء والصناعة 4.0، وواجهات المستخدم التفاعلية ‏ من بين تطبيقات الذكاء الاصطناعي التي بدأ مركز التميز للذكاء الاصطناعي التابع لشركة تاتا إلكسي في نشرها في عام 2020. في عام 2020، أنشأت شركة إنتل المعهد الوطني للإعلام، وهو مركز أبحاث الذكاء الاصطناعي التطبيقي في حيدر أباد، بالشراكة مع مؤسسة الصحة العامة في الهند ‏، معهد تكنولوجيا المعلومات والاتصالات في هيثرو، وحكومة تلانجانا. ستركز المعهد الوطني للإعلام على القضايا المتعلقة بمستوى السكان في قطاعي التنقل الذكي والرعاية الصحية.
أنشأت شركة سيما.أيه آي مركز تصميم جديد في بنغالورو في عام 2021 للعمل على منصة إم إل نظام على رقاقة، وهي أول منصة نظام على رقاقة للتعلم الآلي مصممة خصيصًا للصناعة. يمكن لهذه المنصة دعم أي إطار عمل أو شبكة عصبية أو نموذج أساسي لأي عبء عمل.
في عام 2021، أعلن بنك كوتاك ماهيندرا ومعهد العلوم الهندي عن نيتهما إنشاء مركز كوتاك-معهد العلوم الهندي للذكاء الاصطناعي والتعلم الآلي للبحث والابتكار في مجال التكنولوجيا المالية، بالإضافة إلى تنمية مجموعة المواهب اللازمة لتلبية متطلبات الصناعة. تحاول الشركات الخاصة إنشاء نموذج لغوي كبير وأصغر حجماً وأقل تكلفة. تتضمن الأمثلة على ذلك سلسلة إيراوات من أيه آي 4 بهارات، وسلسلة أوبن هاثي من سارفام أيه آي، وبهارات جي بي تي من كوروفر.أيه آي، ومشروع Indus من تيك ماهيندرا ‏، وكروتريم من أولا، وسلسلة سوترا من تو أيه آي، وسلسلة سيثا ماهالاكشمي للرعاية الصحية.
تعمل مدرسة ياردي للذكاء الاصطناعي التابعة لمعهد الهند للتكنولوجيا في دلهي وشركة كنوديس الهندية للتكنولوجيا العميقة معًا لإنشاء نماذج الذكاء الاصطناعي التي يمكنها العثور على أجسام مضادة محتملة لعلاج مجموعة متنوعة من الأمراض. في إطار تعهدها بتخصيص مليار دولار لتسريع الابتكار الذي يقوده الذكاء الاصطناعي لنظام أيه آي 360 البيئي، أعلنت شركة ويبرو في 18 أغسطس 2023 عن افتتاح مركز للتميز في الذكاء الاصطناعي التوليدي بالتعاون مع معهد معهد دلهي للتكنولوجيا.
في عام 2025، أعلنت شركة سيتادل للأوراق المالية ‏ والمؤسسة الهندية للتكنولوجيا في كانبور عن تعاون لبناء مختبر التدريب والتحقيقات الانتقالية والتحويلية، وهو منشأة بحثية متقدمة لوحدات معالجة الرسومات للعمل على التعلم الآلي والأنظمة الذكية وعلوم البيانات وتصور البيانات والذكاء الاصطناعي الانتقالي والحوسبة عالية الأداء. تم الكشف عن مشروع ووترورث، وهو كابل بحري بطول 50 ألف كيلومتر لتوفير اتصال عالي السرعة مطلوب لدفع ابتكارات الذكاء الاصطناعي، بواسطة ميتا في 14 فبراير 2025. وسوف يربط جنوب أفريقيا والبرازيل والهند والولايات المتحدة ومناطق أخرى. تعد الهند من بين الدول ذات أعلى استخدام لميتا أيه آي على واتساب وإنستغرام.

### الدفاع
تم إنشاء فريق عمل للتنفيذ الاستراتيجي للذكاء الاصطناعي للأمن الوطني والدفاع في فبراير 2018 من قبل إدارة الإنتاج الدفاعي التابعة لوزارة الدفاع. بدأت وزارة الدفاع عملية تجهيز الجيش لاستخدام الذكاء الاصطناعي في عام 2019. تمت الموافقة على مركز الذكاء الاصطناعي والروبوتات ‏ لتطوير حلول الذكاء الاصطناعي لذكاء الإشارة لتحسين قدرات جمع وتحليل المعلومات بتكلفة 73.9 كرور روبية وشبكة استشعار الأشعة تحت الحمراء القائمة على حصاد الطاقة للكشف الآلي عن التطفل البشري (EYESIRa) بتكلفة 1.8 كرور روبية. في عام 2021، بدأ الجيش الهندي، بمساعدة مجلس الأمن القومي، تشغيل مختبر الكم ومركز الذكاء الاصطناعي في الكلية العسكرية للهندسة الاتصالات ‏. مع التركيز على الروبوتات والذكاء الاصطناعي، أنشأت منظمة البحث والتطوير الدفاعي والمعهد الهندي للعلوم برنامج التكنولوجيا المتقدمة المشترك – مركز التميز.. في عام 2022، أنشأت البحرية الهندية مجموعة أساسية للذكاء الاصطناعي وأنشأت مركزًا للتميز في تحليل الذكاء الاصطناعي والبيانات الضخمة في آي إن إس فالسورا ‏. احتضن الجيش الهندي مشروع عمليات الطائرات بدون طيار الهجومية باستخدام الذكاء الاصطناعي بالشراكة مع شركة ناشئة هندية. دمجت شركة تونبو إمجينغ التعرف على الأهداف في الوقت الفعلي ومعالجة الصور حوسبة الحافة في إم بي إيه تي جي إم ‏. خلال مناورات داكشين شاكتي 2021، قام الجيش الهندي بدمج الذكاء الاصطناعي في بنيته الاستخباراتية والمراقبة والاستطلاعية لتوفير صورة استخباراتية تشغيلية متماسكة لساحة المعركة.
في عام 2022، أنشأت الحكومة الهندية مجلس الذكاء الاصطناعي الدفاعي ووكالة مشروع الذكاء الاصطناعي الدفاعي، ونشرت أيضًا قائمة تضم 75 مشروعًا ذا أولوية في مجال الذكاء الاصطناعي متعلقًا بالدفاع. خصصت وزارة الدفاع مبلغ 1000 كرور روبية سنويًا حتى عام 2026 لبناء القدرات، وإنشاء البنية التحتية، وإعداد البيانات، وتنفيذ مشروع الذكاء الاصطناعي. خصص الجيش الهندي والبحرية الهندية والقوات الجوية الهندية 100 كرور روبية سنويًا لتطوير تطبيقات خاصة بالذكاء الاصطناعي. يقوم الجيش بالفعل بنشر بعض المشاريع والمعدات التي تعتمد على الذكاء الاصطناعي. في قاعدة راجوكري الجوية، تم إنشاء مركز التميز التابع للقوات الجوية للذكاء الاصطناعي في عام 2022 كجزء من وحدة الرقمنة والأتمتة والذكاء الاصطناعي وشبكات التطبيقات (UDAAN). تم تقديم أنظمة الطائرات بدون طيار من قبل فوج المشاة الميكانيكي ‏ للعمليات الهجومية بالقرب من خط السيطرة الفعلي.
كشفت شركة غرين روبوتيكس عن قبة الدفاع عن الطائرات بدون طيار ذاتية القيادة إندراجال ‏. بالنسبة للعمليات الهجومية، بدأ الجيش في الحصول على طائرات بدون طيار مزودة بالذكاء الاصطناعي وطائرات بدون طيار ‏. طورت شركة بهارات للإلكترونيات برنامجًا لنسخ وتحليل الصوت باستخدام الذكاء الاصطناعي للاتصالات في ساحة المعركة. باستخدام الذكاء الاصطناعي أثناء عمليات النقل، حصل فرع البحث والتطوير في الجيش الهندي على براءة اختراع لنظام مراقبة تعب السائق. وكجزء من الاستثمار الأولي، تستثمر القوات المسلحة الهندية حوالي 50 مليون دولار (47.2 مليون يورو) سنويًا في الذكاء الاصطناعي، وفقًا لمؤسسة دلهي بوليسي جروب البحثية. بالنسبة للخدمات اللوجستية على ارتفاعات عالية في المواقع الأمامية، يتم نشر الروبوتات العسكرية. يقوم الجيش بتطوير مركبات قتالية مستقلة ومنصات مراقبة آلية وحلول فرق مأهولة وغير مأهولة (MUM-T) كجزء من خارطة طريق الذكاء الاصطناعي الدفاعي. تتعاون شركة إم سي تي آي مع وزارة الإلكترونيات وتكنولوجيا المعلومات ‏ وجمعية هندسة الإلكترونيات الدقيقة التطبيقية والبحثية في مجال الذكاء الاصطناعي والشرائح العسكرية.. تمت الموافقة على المرحلة الثالثة من المراقبة الفضائية المدعومة بالذكاء الاصطناعي.
قال رئيس منظمة البحث والتطوير الدفاعي ووزير البحث والتطوير في وزارة الدفاع سمير ف. كامات إن الوكالة بدأت في التركيز على الاستخدام المحتمل للذكاء الاصطناعي في تطوير الأنظمة والأنظمة الفرعية العسكرية. تعتزم الحكومة الهندية الاستفادة من قوة العمل الكبيرة في مجال الذكاء الاصطناعي والتقنيات ذات الاستخدام المزدوج في القطاع الخاص للدفاع بحلول عام 2026. من أجل إجراء البحوث على المنصات المستقلة، وتحسين المراقبة، والصيانة التنبؤية، ونظام دعم القرار الذكي ‏، تم إنشاء مركز حضانة الذكاء الاصطناعي للجيش الهندي. أطلقت البحرية الهندية الغواصة معهد آي إن إس سورات ‏ المزودة بقدرات الذكاء الاصطناعي.

### الفضاء
تم بناء إم أو آي-تي دي، أول مختبر للذكاء الاصطناعي في الفضاء في الهند، بواسطة تيك مي 2 سبيس. سيتم توضيح الفائدة المحتملة للذكاء الاصطناعي في الفضاء من خلال مهمة إم أو آي-تي دي. من أجل التنبؤ بالكوارث الطبيعية وفهم تغير المناخ، ستساعد إم أو آي-تي دي في مراقبة البيئة، وتحليل أنماط الطقس، وتتبع تغير سطح الأرض. سيقوم المختبر بمعالجة البيانات في الوقت الفعلي، مما يسمح بتحليل المعلومات في وقت التجميع. وأظهرت مهمة إم أو آي-تي دي أنه من الممكن تشغيل كود خارجي على القمر الصناعي، وإرسال بيانات مشفرة بشكل آمن، وإرسال نماذج الذكاء الاصطناعي الضخمة من محطة أرضية من خلال أوربيت لاب، وهي وحدة تحكم تعتمد على الويب. تم التحقق من صحة الأنظمة الفرعية الرئيسية بشكل فعال، بما في ذلك البنية التحتية للكمبيوتر (مُسرِّع الذكاء الاصطناعي مكعب الصفر، لوحة محول بويم)، والمحركات (عزم مغناطيسي، عزم هوائي، عجلة رد الفعل ‏)، وأجهزة الاستشعار (مستشعر الشمس ‏، مستشعر الأفق، الخلية الشمسية، وحدة قياس الممانعة). تم وضع الأساس للحوسبة الفضائية بواسطة إم أو آي-تي دي. سيتم تسهيل إنشاء مراكز البيانات الفضائية من خلال مهمة مختبر الذكاء الاصطناعي MOI-1 القادمة. وقد جاء الدعم للمشروع من المركز الوطني الهندي للترويج والترخيص للفضاء ‏. استخدمت إحدى الدراسات التي أجرتها جامعة ساوثهامبتون في مختبر الذكاء الاصطناعي التابع لشركة تيك مي 2 سبيس نظام ذكاء اصطناعي منخفض الطاقة لتقليل ضبابية الحركة في صور الأقمار الصناعية.

### الرعاية الصحية
أثناء جائحة كوفيد-19، تم استخدام أداة الإبلاغ عن الأشعة السينية للصدر بالذكاء الاصطناعي من قوري.أيه آي، كيو إكس آر، لتحديد المرضى المعرضين لخطر مرتفع أو متوسط أو منخفض حتى يمكن إجراء اختبار تفاعل البوليمراز المتسلسل للنسخ العكسي. يمكنه التعرف على التوحيد الرئوي، وعتامة الزجاج الأرضي، وعلامات أخرى لمرض كوفيد-19. توفر الأداة قياسات مثل نسبة حجم الرئة والحجم المتأثر بالتشوهات. تم إنشاء المختبر التعاوني للعلوم الحسابية وعلوم البيانات للذكاء الاصطناعي في التصوير الطبي والرعاية الصحية بواسطة ويبرو جنرال إلكتريك للرعاية الصحية في المعهد الهندي للعلوم في سبتمبر 2020. هدفها هو تطوير تقنيات وبروتوكولات متقدمة لإعادة بناء الصور التشخيصية والطبية من أجل تصوير أسرع وأفضل من خلال الاستفادة من التعلم العميق والذكاء الاصطناعي والواجهات الرقمية الجاهزة للمستقبل.
مع التركيز على تشخيص الأمراض العصبية وتحليل التأثير السريري على مستوى السكان، أنشأت شركة سيمنز هيلثنيرز مختبر التعاون لعلوم البيانات الحاسوبية للذكاء الاصطناعي في الطب الدقيق في المعهد الهندي للعلوم في عام 2024 لإنشاء أدوات الذكاء الاصطناعي مفتوحة المصدر لأتمتة تقسيم النتائج المرضية في بيانات التصوير العصبي.
كجزء من برنامج المجموعة متعددة التخصصات للأبحاث المتقدمة حول نتائج الولادة – مبادرة العلاج السلوكي الجدلي في الهند (GARBH-Ini)، أنشأ معهد مدراس للتكنولوجيا الهندية ‏ ومعهد العلوم والتكنولوجيا الصحية الانتقالية ‏ في عام 2024 أول نموذج ذكاء اصطناعي في الهند، جاربيني-جي إيه 2، والذي سيقدر بدقة عمر الجنين لدى النساء الحوامل في الثلث الثاني والثالث من الحمل. وعلى النقيض من الطرق الحالية لتحديد عمر الجنين في الهند، والتي تستخدم نموذج Hadlock الذي تم تطويره باستخدام بيانات الحمل من الدول الغربية أو نموذج إنترغروث-21 الأحدث، فإن نموذج جاربيني-جي إيه 2، وهو خاص بالسكان الهنود، يستخدم أساليب تعتمد على الخوارزمية الجينية لتقدير عمر الحمل. يقلل هذا النموذج الخطأ بنحو ثلاثة أضعاف. تم إجراء الدراسة بالتعاون مع معهد بونديشيري للعلوم الطبية ‏، وكلية الطب المسيحية في فيلور ‏، ومستشفى سافدارجونج، ومستشفى جوروجرام المدني. بعد الانتهاء من التحقق في جميع أنحاء الهند، سيتم تنفيذ جاربيني-جي إيه 2 في العيادات في جميع أنحاء البلاد. وقد قدم قسم التكنولوجيا الحيوية ‏ التابع لوزارة العلوم والتكنولوجيا التمويل اللازم للبحث، مع دعم إضافي من مركز روبرت بوش لعلوم البيانات والذكاء الاصطناعي (معهد مدراس للتكنولوجيا الهندية) ومركز البيولوجيا التكاملية والطب النظامي (معهد مدراس للتكنولوجيا الهندية).
من أجل دعم الشيخوخة الصحية، وتعديلات نمط الحياة البناءة، والرفاهية النفسية والاجتماعية، دخلت شركة ويبرو ومركز أبحاث الدماغ في المعهد الهندي للعلوم في شراكة في مايو 2024 لإنشاء محرك رعاية شخصية قائم على الذكاء الاصطناعي والذي سيأخذ في الاعتبار التاريخ الطبي السابق للشخص، والحالة الصحية المرغوبة، والاستجابات السلوكية لتقديم مساعدة شخصية في الوقاية من الأمراض المزمنة وعلاجها. يركز الباحثون من مستشفى سانت جون ومعهد تكنولوجيا المعلومات والاتصالات-ب على استخدام الرؤية الحاسوبية للكشف المبكر عن مرض التوحد.

### التنقل
في إطار الجهود الرامية إلى تحسين السلامة على الطرق وخفض الوفيات إلى النصف، افتتح وزير النقل البري والطرق السريعة ‏ نيتين جادكاري ‏ مبادرة الحلول الذكية للسلامة على الطرق من خلال التكنولوجيا والهندسة (iRASTE) في إطار المهمة صفر في 11 سبتمبر 2021. سيتم تنفيذ المشروع التجريبي لمدة عامين في ناجبور. وتشكل شركة إنتل، والمعهد الدولي لتكنولوجيا المعلومات في حيدر أباد ‏، ومعهد أبحاث الطرق المركزية ‏، وشركة ماهيندرا آند ماهيندرا، ومؤسسة بلدية ناجبور ‏ جزءًا من المشروع التجريبي. يركز على سلامة المركبات، وتحليل التنقل، وسلامة البنية التحتية.
لتحسين سلامة المركبات، ستقوم شركة إن إم سي [الإنجليزية]
 بتجهيز أسطول مركباتها بأنظمة مساعدة السائق المتقدمة وأنظمة تجنب الاصطدام. وسيتم تجهيزها أيضًا بأجهزة استشعار ستراقب باستمرار المخاطر الديناميكية لشبكة الطرق لتحليل التنقل، ورسم خريطة للمدينة إلى ثلاث مناطق: الأبيض (طبيعي)، والرمادي (قد يحدث حادث)، والأسود (وقع الحادث بالفعل). سيتم جمع البيانات بواسطة مركز إنتل أيه آي في معهد تكنولوجيا المعلومات والاتصالات في هيثرو لمراقبة وإصلاح المناطق الرمادية والسوداء.
يعمل مركز التميز للذكاء الاصطناعي والروبوتات في معهد تكنولوجيا المعلومات والاتصالات-ب على تحليل حركة المرور لظروف الطرق الهندية، وتحليل بيانات المرور، واستخدام البيانات للنقل المتعدد الوسائط لتقديم توصيات حول مواقع محطات السكك الحديدية والحافلات.

### الحكومة
في عام 2021، قدمت وزارة الشؤون المؤسسية ‏ المرحلة الأولى من إم سي إيه 21 الإصدار 3.0. وسيسمح ذلك بتقديم المستندات إلكترونيًا بموجب قانون الشركات والوصول العام إلى معلومات الشركة. سيتم استخدام الذكاء الاصطناعي من قبل المنصة لجمع وتنظيم وتصنيف تعليقات ومدخلات أصحاب المصلحة وإنتاج تقارير تحليلية من شأنها تسهيل اختيارات السياسة السريعة.
بمساعدة من جوجل، أنشأت وزارة الزراعة ورعاية المزارعين ‏ ومعهد وادواني للذكاء الاصطناعي ‏ تطبيق كريشي 24/7، وهو أول أداة لمراقبة وتحليل الأخبار الزراعية الآلية مدعومة بالذكاء الاصطناعي. ومن خلال اتخاذ قرارات أفضل، سيعمل تطبيق كريشي 24/7 على دعم تحديد الأخبار القيمة، وتوفير الإشعارات في الوقت المناسب، والاستجابة السريعة لحماية مصالح المزارعين وتعزيز النمو الزراعي المستدام. يقوم التطبيق بتحويل المقالات الإخبارية إلى اللغة الإنجليزية بعد مسحها ضوئيًا بعدة لغات. ويضمن ذلك إبلاغ الوزارة في الوقت المناسب بالأحداث ذات الصلة التي يتم نشرها عبر الإنترنت من خلال استخراج المعلومات الرئيسية من العناصر الإخبارية، بما في ذلك العنوان، واسم المحصول، ونوع الحدث، والتاريخ، والموقع، والشدة، والملخص، ورابط المصدر. لقد نفذ المركز الوطني لمكافحة الأمراض بفعالية أداة مراقبة وتحليل آلية مماثلة لتفشي الأمراض.
وكجزء من مبادرة المدينة الآمنة، تم وضع 1000 كاميرا ذكاء اصطناعي مزودة بخاصية التعرف على الوجه بتكلفة 96 كرور روبية في المناطق التجارية والكليات والمساكن والمعابر الرئيسية وأماكن التجمعات العامة في لكناو. من خلال التكامل مع نظام التعرف الآلي على بصمات الأصابع الوطني ‏، ستتمكن الكاميرات من اكتشاف الحركات المشبوهة للأفراد من خلال مقارنة وجوههم بقاعدة بيانات الشرطة، وإخطار غرف التحكم بأي أنشطة إجرامية، وإرسال تنبيهات ضد الإغراق غير القانوني. من أجل شبكة أمنية أكثر استجابة وترابطًا، سيتم تضمين الذكاء الاصطناعي في خطوط الأزمات الساخنة وخطوط المساعدة.
بالتعاون مع الحكومة الهندية، أنشأ المعهد الدولي للتكنولوجيا في بنجلاديش داتالاك، وهي أداة تقوم بتحليل بيانات الحكومة حول مجموعة من المشاريع لتحديد ما إذا كانت أهداف السياسة قد تحققت وما إذا كان هناك مجال للتحسين. ويمكنه التنبؤ بكيفية تعديل هيكل المستفيدين للامتثال للسياسة وتحقيق الفائدة للمواطنين.
استخدمت حكومة ولاية أوتار براديش ‏ تقنية التعرف على الوجه ومراقبة كثافة الحشود المدعومة بالذكاء الاصطناعي وأساور تقنية تحديد الهوية بموجات الراديو كجزء من إعدادات الأمن لمهرجان براياج ماها كومبه ميلا 2025 ‏. أعلنت حكومة ولاية آسام في ميزانية الولاية لعام 2025-2026 عن خطط لإنشاء أول مختبر للذكاء الاصطناعي في الهند بهدف تعزيز عمليات المراقبة السيبرانية ضد تهديدات التزييف العميق وأول مزاد للشاي في البلاد مدفوعًا بتقنية البلوك تشين والذكاء الاصطناعي. وسوف يركز على اكتشاف التهديدات عبر الإنترنت في الوقت الفعلي، والتحليل الجنائي الرقمي، والأمن السيبراني. سيعمل المختبر على تتبع التهديدات السيبرانية وتقييم الوسائط المضللة.

### المجتمع
تم إنشاء وادواني أيه آي ‏، وهو معهد أبحاث غير ربحي بقيمة 30 مليون دولار، في عام 2018 على يد روميش وادواني ‏ وسونيل وادواني ‏ بهدف تحسين حياة أفقر 2 مليار شخص في العالم. وستتعاون جامعة نيويورك، وجامعة جنوب كاليفورنيا، والمعاهد الهندية للتكنولوجيا، وجامعة مومباي مع المعهد. الهدف هو الحصول على حلول تظهر كيف يمكن للذكاء الاصطناعي مساعدة المحرومين، ومن ثم البناء على تلك الحالات الأولية. سيعمل وادواني أيه آي على دعم الجامعات في الدول النامية في توسيع قدراتها في مجال الذكاء الاصطناعي.

### التمويل والتأمين
في الصناعات المصرفية والمالية والتأمينية ‏ في الهند، يتم استخدام الذكاء الاصطناعي بالفعل اعتبارًا من عام 2024 ويتزايد استخدام الذكاء الاصطناعي من قبل شركات الخدمات المصرفية والمالية والتأمينية. تستخدم البنوك في الهند هذه التقنية للتحليلات التنبؤية، واكتشاف الاحتيال، وخدمات التخصيص. في أسواق رأس المال، يتم استخدام الذكاء الاصطناعي للتداول عالي التردد ‏ والتحليل الكمي ‏. يتم استخدام الذكاء الاصطناعي من قبل شركات التأمين للاكتتاب والكشف عن الاحتيال وتقييم الأضرار. ومع ذلك، مع نمو استخدام الذكاء الاصطناعي في قطاع الخدمات المصرفية والمالية والتأمين، صرحت الحكومة الهندية أيضًا أن الذكاء الاصطناعي، بما في ذلك التزييف العميق والاختراق السريع لنماذج اللغة الكبيرة، يُستخدم في الهجمات الإلكترونية على شركات الخدمات المصرفية والمالية والتأمين.

## شركات الذكاء الاصطناعي في الهند
فيما يلي قائمة بشركات الذكاء الاصطناعي البارزة في الهند، بالإضافة إلى موقع مقارها الرئيسية.
| الاسم                                                     | المقر الرئيسي                            | مجال الذكاء الاصطناعي                                               | سنة التأسيس                                  |
| --------------------------------------------------------- | ---------------------------------------- | ------------------------------------------------------------------- | -------------------------------------------- |
| تحليلات كسورية ‏                                           | نيويورك، الولايات المتحدة                | تحليلات البيانات                                                    | 2000 في مومباي                               |
| جلانس                                                     | بنغالور                                  | وسائل التواصل الاجتماعي                                             | 2019                                         |
| هابتيك                                                    | مومباي، الهند                            | روبوتات الدردشة، مساعد استخباراتي                                   | 2013 في مومباي                               |
| شركة إنفيبيم أفينيوز المحدودة (Phronetic.ai) [الإنجليزية] | غانديناغار                               | كشف الاحتيال والتحقق وتحديد المخاطر في القطاع المالي والتجاري       | 2010                                         |
| تقنيات كي فين ‏                                            | حيدر آباد                                | التأمين                                                             | 2017                                         |
| نيكي.أيه آي                                               | بنغالور، الهند                           | روبوتات الدردشة                                                     | 2015                                         |
| الأنظمة المستمرة ‏                                         | بونه                                     | تحليلات البيانات                                                    | 1990                                         |
| تاتا تكنولوجيز ‏                                           | بونه، الهند                              | البحث والتطوير في التصنيع القائم على الذكاء الاصطناعي والتعلم الآلي | 1989                                         |
| أنظمة برمجيات يونيفور ‏                                    | بالو ألتو (كاليفورنيا)، الولايات المتحدة | أتمتة المحادثة                                                      | 2008 في تشيناي، الهند                        |
| يلو.أيه آي                                                | سان ماتيو (كاليفورنيا)، الولايات المتحدة | ماسنجر                                                              | 2016 في بنغالور، الهند                       |
| مؤسسة زوهو                                                | تشيناي                                   | الذكاء الاصطناعي العام                                              | 1996 في نيوجيرسي، الولايات المتحدة الأمريكية |
| كيساناي                                                   | سورت                                     | الزراعة                                                             | 2023                                         |
| سارفام أيه آي ‏                                            | بنغالورو، الهند                          | الذكاء الاصطناعي التوليدي (ذكاء اصطناعي مولد)                       | 2023                                         |

## السلامة والتنظيم
من أجل تحديد ما إذا كان ينبغي إنشاء معهد سلامة الذكاء الاصطناعي ‏ (AISI) الذي يمكنه وضع المعايير والأطر والمبادئ التوجيهية لتطوير الذكاء الاصطناعي دون العمل كهيئة تنظيمية أو خنق الابتكار، أجرت ميتي عملية تشاور مع ميتا بلاتفورمز وجوجل ومايكروسوفت وآي بي إم وأوبن أيه آي وناسكوم ومنتدى النطاق العريض في الهند وتحالف البرمجيات ‏ والمعاهد الهندية للتكنولوجيا ومركز الكم ومؤسسة التمكين الرقمي والدخول الآن ‏ في 7 أكتوبر 2024. وقد تقرر أنه بدلاً من التركيز على التنظيم، فإن معهد سلامة الذكاء الاصطناعي سوف تركز على اكتشاف الأضرار، وتحديد المخاطر، ووضع المعايير التي تعتبر الأنظمة المتوافقة ضرورية لها لمنع تطور الصوامع التي قد تؤثر في نهاية المطاف على السياسات المستقبلية. تم تخصيص مبلغ 20 كرور روبية لركيزة الأمان والموثوقية في مهمة الذكاء الاصطناعي في الهند، والتي قد تستخدمها معهد سلامة الذكاء الاصطناعي في الميزانية الافتتاحية. من الممكن استخدام المزيد من الأموال من القطاعات الأخرى التابعة لبعثة الهند أيه آي في المستقبل.
من أجل تطوير تقرير سياسة الذكاء الاصطناعي المصمم خصيصًا للهند وتقييم نقاط القوة في نظام الذكاء الاصطناعي في البلاد وآفاقه المستقبلية، بدأت اليونسكو ووزارة الشباب والرياضة التشاور بشأن منهجية تقييم جاهزية الذكاء الاصطناعي في إطار السلامة والأخلاقيات في الذكاء الاصطناعي اعتبارًا من عام 2024. ويهدف هذا إلى تشجيع الاستخدام الأخلاقي والمسؤول للذكاء الاصطناعي في الصناعات. وستساعد الدراسة في تحديد المجالات التي يمكن للحكومة أن تتدخل فيها، وخاصة في محاولات تعزيز القدرات المؤسسية والتنظيمية.
أعلن وزير الإلكترونيات وتكنولوجيا المعلومات ‏ أشويني فايشناو ‏ عن إنشاء معهد سلامة الذكاء الاصطناعي في الهند في 30 يناير 2025، لضمان التطبيق الأخلاقي والآمن لنماذج الذكاء الاصطناعي. سيعمل المعهد على تعزيز البحث والتطوير المحلي الذي يرتكز على التنوع الاجتماعي والاقتصادي والثقافي واللغوي في الهند ويستند إلى مجموعات البيانات الهندية. وبمساعدة المؤسسات الأكاديمية والبحثية، فضلاً عن الشركاء من القطاع الخاص، سيتبع المعهد نهج المحور والمتحدث لتنفيذ المشاريع ضمن الركيزة الآمنة والموثوقة لمهمة الهند أيه آي. ومن بين المبادرات الرئيسية المتعلقة بالسلامة ثمانية مشاريع جارية لتنفيذ استراتيجية تكنولوجية قانونية لحماية خصوصية البيانات أثناء إجراء تدقيق أخلاقي لفعالية الخوارزمية.
الجولة الأولى من المشاريع هي كما يلي:
| الموضوع                                     | المعهد                               | المشروع |
| ------------------------------------------- | ------------------------------------ | --- |
| إزالة التعلم الآلي ‏                         | معهد جودبور للتكنولوجيا ‏             | تطوير طريقة لإزالة التعلم المستهدف في نماذج الأساس التوليدية مفتوحة المصدر مع تقليل التأثير السلبي على الأداء العام للنموذج. |
| توليد البيانات الاصطناعية ‏                  | معهد رووركي للتكنولوجيا ‏             | - تصميم وتطوير طريقة لتوليد بيانات تركيبية لتخفيف التحيز في مجموعات البيانات. - إطار عمل لتخفيف التحيز في مسار التعلم الآلي للذكاء الاصطناعي المسؤول. - تطوير خوارزمية لمعالجة التحيز في مرحلة تدريب النموذج ومرحلة المعالجة أثناء تطوير نموذج التعلم الآلي. |
| استراتيجية التخفيف من تحيز الذكاء الاصطناعي | المعهد الوطني للتكنولوجيا، رايبور ‏   | تطوير خوارزميات للتخفيف من التحيز في تطبيقات نظام الرعاية الصحية، وتحليل الصور، وقرارات التشخيص. |
| إطار عمل الذكاء الاصطناعي القابل للتفسير    | معهد الدفاع للتكنولوجيا المتقدمة ‏    | - تمكين الذكاء الاصطناعي القابل للتفسير والمحافظة على الخصوصية. - إنشاء نماذج ذكاء اصطناعي لتوفير نتائج دقيقة وقابلة للتفسير لتحليل النشاط البشري، بما يضمن أمنًا فعالًا في البيئات المزدحمة.                                                                  |
| إطار عمل الذكاء الاصطناعي القابل للتفسير    | تقنيات مايندغراف                     | - تمكين الذكاء الاصطناعي القابل للتفسير والمحافظة على الخصوصية. - إنشاء نماذج ذكاء اصطناعي لتوفير نتائج دقيقة وقابلة للتفسير لتحليل النشاط البشري، بما يضمن أمنًا فعالًا في البيئات المزدحمة.                                                                  |
| استراتيجيات تعزيز الخصوصية                  | معهد دلهي للتكنولوجيا ‏               | - نماذج التعلم الآلي للحفاظ على الخصوصية. - تطوير خوارزميات التعلم الموزعة التي يمكنها العمل في بيئة معادية معرضة للهجمات. |
| استراتيجيات تعزيز الخصوصية                  | المعهد الهندي للتكنولوجيا في دهارواد | - نماذج التعلم الآلي للحفاظ على الخصوصية. - تطوير خوارزميات التعلم الموزعة التي يمكنها العمل في بيئة معادية معرضة للهجمات. |
| استراتيجيات تعزيز الخصوصية                  | معهد إندربراسثا لتكنولوجيا المعلومات | - نماذج التعلم الآلي للحفاظ على الخصوصية. - تطوير خوارزميات التعلم الموزعة التي يمكنها العمل في بيئة معادية معرضة للهجمات. |
| استراتيجيات تعزيز الخصوصية                  | مركز هندسة الاتصالات ‏                | - نماذج التعلم الآلي للحفاظ على الخصوصية. - تطوير خوارزميات التعلم الموزعة التي يمكنها العمل في بيئة معادية معرضة للهجمات. |
| إطار عمل الاعتماد الأخلاقي للذكاء الاصطناعي | معهد إندربراسثا لتكنولوجيا المعلومات | - نيشباكش: أدوات لتقييم عدالة نموذج الذكاء الاصطناعي. - تطوير عملية اعتماد مكونة من ثلاث خطوات تتضمن تقييم مخاطر التحيز، ومعالجة المقاييس، واختبار التحيز لضمان العدالة لأنظمة الذكاء الاصطناعي في السياق الهندي.                                            |
| إطار عمل الاعتماد الأخلاقي للذكاء الاصطناعي | تي إي سي ‏                            | - نيشباكش: أدوات لتقييم عدالة نموذج الذكاء الاصطناعي. - تطوير عملية اعتماد مكونة من ثلاث خطوات تتضمن تقييم مخاطر التحيز، ومعالجة المقاييس، واختبار التحيز لضمان العدالة لأنظمة الذكاء الاصطناعي في السياق الهندي.                                            |
| إطار عمل تدقيق خوارزميات الذكاء الاصطناعي   | مختبر البيانات المدنية               | باراخاي: إطار عمل مفتوح المصدر ومجموعة أدوات للتدقيق الخوارزمي التشاركي. سيُشرك هذا الإطار المواطنين في تصميم أنظمة صنع القرار الخوارزمي وتطويرها ونشرها بشكل مسؤول.                                                                                          |
| إطار عمل اختبار حوكمة الذكاء الاصطناعي      | أمريتا فيشوا فيديابيثام ‏             | تتبع نموذج اللغة الكبير، والشفافية، وتقييم المخاطر، والسياق، والمعرفة لبرامج ماجستير إدارة الأعمال. تحديد ومعالجة الثغرات المحددة في أطر اختبار الحوكمة الحالية المتعلقة بحالة الاستخدام النهائية لبرامج ماجستير إدارة الأعمال ونشرها.                       |
| إطار عمل اختبار حوكمة الذكاء الاصطناعي      | تكنولوجيا المعلومات والاتصالات       | تتبع نموذج اللغة الكبير، والشفافية، وتقييم المخاطر، والسياق، والمعرفة لبرامج ماجستير إدارة الأعمال. تحديد ومعالجة الثغرات المحددة في أطر اختبار الحوكمة الحالية المتعلقة بحالة الاستخدام النهائية لبرامج ماجستير إدارة الأعمال ونشرها.                       |

تتضمن موضوعات الجولة الثانية من المشاريع وضع العلامات المائية ‏ ووضع العلامات، وأطر الذكاء الاصطناعي الأخلاقية، وتقييم مخاطر الذكاء الاصطناعي وإدارتها، وأدوات اختبار الإجهاد، وأدوات اكتشاف التزييف العميق.
أطلقت شركة Infosys مجموعة أدوات «الذكاء الاصطناعي المسؤول» مفتوحة المصدر في 26 فبراير 2025. يعد البرنامج أحد مكونات مجموعة إنفوسيس توباز للذكاء الاصطناعي المسؤول. يساعد في تحديد وإيقاف مخاطر الأمن وانتهاكات الخصوصية والمخرجات المتحيزة والمحتوى الضار وانتهاك حقوق النشر والمعلومات الكاذبة والتزييف العميق واستخدام الذكاء الاصطناعي الخبيث. يمكن لمجموعة الأدوات هذه أن تعمل على تحسين شفافية النتائج التي تنتجها الذكاء الاصطناعي. إنه يعمل مع كل من الأنظمة المحلية والسحابية. مستشهدة بالمخاوف بشأن سرية البيانات والوثائق الحكومية، أصدرت وزارة المالية تحذيرًا داخليًا للإدارة ينصح الموظفين بعدم استخدام أدوات الذكاء الاصطناعي مثل شات جي بي تي وديب سيك لأغراض متعلقة بالعمل.